# Giovanni Filocamo
Giovanni Filocamo (Serra San Bruno, 18 settembre 1936) è un politico italiano.

## Biografia
Esponente di Forza Italia, fu eletto alla Camera con il Polo per le Libertà in occasione delle elezioni politiche del 1996, quando sconfisse il candidato ulivista Giuseppe Lombardo nel collegio uninominale di Locri. Due anni prima, alle elezioni politiche del 1994, Filocamo era stato sconfitto dallo stesso Lombardo, sostenuto dai Progressisti.
Nel 2000 rassegnò le dimissioni da parlamentare per ricoprire l'incarico di assessore regionale alla sanità della regione Calabria, nella giunta guidata da Giuseppe Chiaravalloti.